# A Little Ain't Enough
| Recensione | Giudizio |
| ---------- | -------- |
| AllMusic   | [ 4 ]    |

A Little Ain't Enough è il terzo album in studio del cantante statunitense David Lee Roth, pubblicato nel gennaio 1991.

## Il disco
La formazione, orfana di Steve Vai e Billy Sheehan, presenta come nuovi membri il giovane e virtuoso Jason Becker alla chitarra solista e Matt Bissonette (fratello del batterista della band Gregg Bissonette) al basso. Becker registrò l'album ma non fu in grado di partire per il tour in quanto gli venne diagnosticata la sclerosi laterale amiotrofica. Il disco venne accompagnato dal controverso video del brano A Lil' Ain't Enough che fu censurato da MTV. Nonostante continuò a registrare discrete vendite, l'album ebbe meno successo rispetto ai due precedenti, segnando l'inizio del declino commerciale di David Lee Roth come solista.

## Tracce
1. A Lil' Ain't Enough – 4:41 (Robbie Nevil, David Lee Roth)
2. Shoot It – 4:13 (Gregg Bissonette, Nevil, Roth, Brett Tuggle)
3. Lady Luck – 4:41 (Craig Goldy, Roth)
4. Hammerhead Shark – 3:34 (Eric Lowen, Roth, Preston Sturges)
5. Tell the Truth – 5:18 (Steve Hunter, Roth, Tuggle)
6. Baby's on Fire – 3:22 (Hunter, Roth, Tuggle)
7. 40 Below – 4:54 (Hunter, Roth, Tuggle)
8. Sensible Shoes – 5:09 (Dennis Morgan, Roth, Sturges)
9. Last Call – 3:22 (Matt Bissonette, Gregg Bissonette, Rocket Ritchotte, Roth, Tuggle)
10. The Dogtown Shuffle – 4:58 (Hunter, Roth, Tuggle)
11. It's Showtime! – 3:46 (Jason Becker, Roth)
12. Drop in the Bucket – 5:07 (Becker, Roth)

## Formazione
- David Lee Roth - voce, armonica
- Jason Becker - chitarra solista
- Steve Hunter - chitarra ritmica
- Matt Bissonette - basso, cori
- Brett Tuggle - tastiere, cori
- Gregg Bissonette - batteria, percussioni

### Altri musicisti
- Paul Baron - ottoni
- Derry Byrne - ottoni
- Tom Keenlyside - ottoni
- Ian Putz - ottoni
- John Webster - tastiere
- Marc LaFrance - cori
- David Steele - cori
- Jim McGillveray - percussioni

## Classifiche
| Classifica (1991) | Posizione |
| ----------------- | --------- |
| Billboard 200     | 18        |

### Singoli
| Anno | Singolo             | Posizione         | Posizione       | Posizione |
| Anno | Singolo             | Billboard Hot 100 | Mainstream Rock |           |
| ---- | ------------------- | ----------------- | --------------- | --------- |
| 1991 | A Lil' Ain't Enough | \                 | 3               |           |
| 1991 | Sensible Shoes      | \                 | 6               |           |
| 1991 | Tell the Truth      | \                 | 39              |           |